# Cesio, Imperia
Cesio là một đô thị ở tỉnh Imperia trong vùng Liguria, tọa lạc khoảng 90 km về phía tây nam của Genoa và khoảng 14 km về phía tây bắc của Imperia. Tại thời điểm ngày 31 tháng 12 năm 2004, đô thị này có dân số 275 người và diện tích là 8,9 km².
Cesio giáp các đô thị sau: Caravonica, Casanova Lerrone, Chiusanico, Pieve di Teco, Testico, và Vessalico.